# Rivière Dumont (vattendrag i Kanada, lat 45,99, long -76,50)
Rivière Dumont är ett vattendrag i Kanada.   Det ligger i provinsen Québec, i den sydöstra delen av landet, 90 km nordväst om huvudstaden Ottawa. Rivière Dumont ligger vid sjön Lac Ellen.
I omgivningarna runt Rivière Dumont växer i huvudsak blandskog. Trakten runt Rivière Dumont är nära nog obefolkad, med mindre än två invånare per kvadratkilometer.